# Autogestion
Autogestion oder Selbstverwaltung als gesellschaftskritischer Begriff bezeichnet die Kontrolle von Projekten und Betrieben durch basis- oder räte-demokratisch organisierte Gruppen, in der Regel Kollektive.

## Arbeiterselbstverwaltung
Die Arbeiterselbstverwaltung wird nach anarchosyndikalistischer Theorie durch Fabrik- und Landbesetzungen und nach marxistischer Theorie durch die Überführung von privaten Betrieben in „gesellschaftliches“ Eigentum (= „Vergesellschaftung“) erreicht. Die „kapitalistischen Aktienunternehmen“ werden als Übergangsformen aus der „kapitalistischen Produktionsweise“ in die „assoziierte“ betrachtet.

### Argentinien
Schon in den 1960er und in den 1980er Jahren gab es erste Betriebsbesetzungen durch die Belegschaft, so unter anderem bei Ford Anfang der 1980er Jahre. Es blieb jedoch bei den Besetzungen. Mitte der 1990er Jahre, als die Rezession in dem Land allmählich einsetzte, kam es dann zu ersten Übernahmen von Betrieben durch die Belegschaft (z. B. Yaguane oder IMPA). Nach dem endgültigen Zusammenbruch der Wirtschaft in Argentinien 2001 kam es dort landesweit zu mehreren Fabrikbesetzungen, nachdem die Betriebe von ihren Besitzern aufgegeben wurden und diese teilweise versuchten die Fabriken auszuräumen. Gründe waren teilweise wirtschaftliche Probleme, die aus der Krise resultierten, aber auch beabsichtigte Konkurse/Insolvenzen, um mit neuen Mitarbeitern andernorts einen neuen Betrieb zu gründen, andere investierten das aus dem Betrieb herausgezogene Kapital in anderen florierenderen Branchen (v. a. Agrarexport), einige Fabrikeigentümer verließen das Land. Teilweise wurde die Übernahme auch mit den ehemaligen Besitzern verhandelt, ohne den Betrieb zu besetzen. Andere sprechen von dauerhaften Betriebsversammlungen oder Streiks, um den Begriff Besetzung zu vermeiden. Da in der überwiegenden Mehrzahl der Betriebe das Management und große Teile der Verwaltung zusammen mit den Besitzern den Betrieb verließen, konnten dadurch meist mehr als 50 % der Personalkosten eingespart werden, wodurch die Betriebe wieder wirtschaftlich wurden. Fast alle Betriebe bestehen heute als Genossenschaft, wobei sie sich selbst als neue Generation der in Argentinien weitverbreiteten Kooperativen sehen. Denn im Gegensatz zu traditionellen Kooperativen, ist die Betriebsversammlung Entscheidungsorgan und jedes Mitglied hat dieselben Rechte. Die Betriebsversammlungen finden in der Regel mindestens einmal im Monat statt. Dort werden alle firmenrelevanten Entscheidungen getroffen, es gibt lediglich für das Alltagsgeschäft teilweise Untergruppen, die bestimmte Arbeitsbereiche wie zum Beispiel Verkauf, Verwaltung usw. abdecken. Jedoch ist die Betriebsversammlung immer letzte Entscheidungsinstanz und Informationsorgan.
Heute befinden sich noch immer mehr als 200 Fabriken in Arbeiterselbstverwaltung und beschäftigen mehr als 10.000 Mitarbeiter.

### Deutschland
Von 1970 bis 1990 befand sich die Glashütte Süßmuth im Besitz der Arbeiter und Angestellten und wurde in den 1970er Jahren im Sinne der Autogestion geführt.
In den Jahren 1972 bis 1982 wurde bei Photo Porst ein Selbstverwaltungsmodell praktiziert. Ebenso ein Modell war seit 1975 die Arbeiterselbsthilfe in Frankfurt am Main.
In der Zeit zwischen 1979 und 2001 kam es zu einem großangelegten Feldversuch der alternativen Ökonomie unter der Bezeichnung Aktion Dritter Weg.
Der Fahrradhersteller Strike-Bike in Nordhausen wurde selbstverwaltet. Die Arbeiter besetzten nach dem Konkurs des Vorgängerunternehmens – der Biria AG, die 2005 von der texanischen Lone Star Investment übernommen worden war – eine Fertigungsanlage und produzierten ab 2006 in eigener Regie. Ende 2010 meldete Strike Bike Insolvenz an.

### Frankreich
Das Werk des Uhrenherstellers Lip in Besancon wurde 1973 von der Belegschaft besetzt, um eine drohende Schließung zu verhindern, und befand sich bis 1974 in Autogestion.

### Jugoslawien
Das System der sozialistischen Selbstverwaltung, auf Grundlage der Lehren von Marx, wurde nur im sozialistischen Jugoslawien ab 1951 angewandt und fortentwickelt. Dabei verzichtete der Staat auf detaillierte Planvorgaben und überließ den Unternehmen die Entwicklung, Distribution und zum Teil auch die Preispolitik ihrer Produkte. Die Werktätigen wählten in Eigenregie ihren Direktor und bestimmten über Lohn- und Investitionsquoten. In der Praxis kam es jedoch, auch wegen der Ungleichverteilung von fachlichem Wissen, zu Disparitäten und der Einflussnahme informeller Machtgruppen (Technokraten, politische Kader).

### Spanien
Während des Spanischen Bürgerkrieges wurde die Idee der anarchosyndikalistischen Sozialen Revolution der anarchistischen Gewerkschaft Confederación Nacional del Trabajo auf breiter Basis umgesetzt. In der kurzen Zeitspanne von 1936 bis 1937 wurde fast die gesamte katalanische Agrarproduktion, die Schwerindustrie, das öffentliche Verkehrssystem und weite Teile des Dienstleistungssektors von den Arbeitenden selbstverwaltet. Diese Kollektivierung geschah spontan, sie wurde nicht von oben angeordnet. In einigen Wirtschaftszweigen wie der Schwerindustrie oder der Agrarproduktion konnten dabei zum Teil starke Produktionssteigerungen erzielt werden, was unter anderem zur Folge hatte, dass erstmals in der Geschichte Kataloniens die Versorgung der gesamten Bevölkerung mit Grundnahrungsmitteln sichergestellt werden konnte. Schwerpunkte der kollektiven Selbstverwaltung waren Aragonien, Levante, Kastilien, Extremadura und der freie Teil Andalusiens. Es wird geschätzt, dass ca. 3 Millionen Menschen den Kollektivwirtschaften angehörten.
Während das kollektive Wirtschaften auf der Betriebsebene erfolgreich war, kam es volkswirtschaftlich zu erheblichen Schwierigkeiten unter anderem, weil die Regierung unterschiedliche politische Konzepte vertrat und einen Plan zur Kollektivierung der gesamten Wirtschaft ablehnte. In Katalonien hingegen konnte die erste gesetzliche Verankerung der Arbeiterselbstverwaltung in der Geschichte durchgesetzt werden. Die Betriebe wurden nach diesem Gesetz in zwei Gruppen aufgeteilt: in den kollektivierten Betrieben wurden Betriebsräte gewählt, die ihrerseits einen Direktor wählten; den privaten Unternehmen wurden Arbeiterkontrollräte beiseite gestellt. Als übergeordnete Verwaltungseinheiten wurden die Industrieräte geschaffen, in denen je vier Betriebsräte, acht Gewerkschafter und vier vom Wirtschaftsministerium ernannte Fachkräfte zusammenarbeiteten. Das Auslandskapital, die Banken und der Handel wurden von einer Kollektivierung ausgenommen.
Wesentliche Bereiche der Kollektivierung, unter anderem die starke Rüstungsindustrie Kataloniens wurden unter Druck von stalinistischen Anhängern der PCE verstaatlicht und einige Landkooperativen sogar vom Militär besetzt. Zwar blieben viele Kollektive bestehen, doch diese wurden später unter der Diktatur Francos restlos zerschlagen.

## Ökonomische Analyse
In den Wirtschaftswissenschaften wurde der Versuch, ein Wirtschaftssystem aus selbstverwalteten Unternehmen aufzubauen, mit Interesse verfolgt und mit den Instrumenten der Neoklassischen Theorie analysiert. Die erste Analyse dieser Art stammt von B. Ward. Ward geht davon aus, dass die Arbeiter in den selbstverwalteten Unternehmen über einheitliche Löhne verfügen und rational handelnd ihre Stundenlöhne maximieren wollen. Er kommt zu dem Ergebnis, dass eine derartige Wirtschaft nicht Pareto-Optimal sei. Eine Folge sei Arbeitslosigkeit, da die (volkswirtschaftlich sinnvolle) Einstellung zusätzlicher Arbeitskräfte die Stundenlöhne der bereits beschäftigen Arbeiter in bestimmten Fällen senken würde.
In der Folge wurden eine Vielzahl weiterer theoretischer Überlegungen angestellt. Insbesondere J. Vanek entwickelte Wards Modell weiter. Wesentliche Aspekte der Arbeiterselbstverwaltung, die diskutiert werden, sind:
Die Auswirkungen einer Lohndifferenzierung (bzw. Gleichheit der Löhne)
Sofern die Löhne des selbstverwalteten Unternehmens über den Marktlöhnen liegt, ist es rational, neu hinzukommenden Arbeitern nur die Marktlöhne zu zahlen. Dies steht im Konflikt mit dem (häufig postulierten) Prinzip der Gleichheit.
Interessenkonflikte
Die Interessen des einzelnen Arbeiters sind nicht deckungsgleich mit denen des Unternehmens. Besonders deutlich wird dies in dem Fall, in dem das Unternehmen Verlust macht. Solange die fixen Kosten durch die Erlöse gedeckt werden, ist es für den Einzelnen sinnvoll, das Unternehmen zu verlassen. Damit steigen die Verluste, die die Verbliebenen zu tragen haben.
Unterschiedliche Zeithorizonte
Der einzelne Arbeiter scheidet zu einem individuellen Zeitpunkt aus dem Unternehmen aus und versucht seinen Zahlungsstrom in diesem Zeitraum zu maximieren. Das Unternehmen besteht jedoch dauerhaft. So wird beispielsweise ein kurz vor Renteneintritt stehender Arbeiter eine Investition ablehnen, die langfristig für das Unternehmen sinnvoll ist, aber kurzfristig (in der Zeit bis zu seinem Renteneintritt) Anlaufverluste erzeugt.
Finanzierungsfragen
Auch in der Frage der Finanzierungsstruktur sind die Interessen der Arbeiter, der Gläubiger und des Unternehmens unterschiedlich. So ist es für die Arbeiter oft individuell nicht rational, Kapital zuzuschießen (bzw. durch Lohnverzicht zu einer Eigenfinanzierung beizutragen) oder für Fremdmittel persönliche Haftung zu übernehmen.

## Selbstverwaltung in der Alternativbewegung

### Selbstverwaltete Betriebe
Selbstverwaltete Betriebe sind Unternehmen, die von den Mitarbeitern in kollektiver Selbstverwaltung geleitet werden. Im engeren Sinne sind mit dem Begriff Betriebe gemeint, die aus der Alternativbewegung entstanden sind.
Kennzeichen der selbstverwalteten Betriebe ist die hierarchiefreie, basisdemokratische Organisation. In selbstverwalteten Betrieben werden wichtige Entscheidungen gleichberechtigt, meist nach dem Konsensprinzip getroffen. Das unterscheidet sie von Genossenschaften, die neben der Generalversammlung einen Vorstand und ab einer bestimmten Größe einen Aufsichtsrat haben. Die selbstverwalteten Betriebe der Alternativbewegung sahen sich deshalb nicht in unmittelbarer Nachfolge der Produktionsgenossenschaften. Insgesamt tendieren die selbstverwalteten Betriebe zu einer Entstaatlichung, Dezentralisierung und Entbürokratisierung, teilweise auch für eine Entprofessionalisierung. In den 1980er Jahren gab es eine heftige Debatte, inwieweit staatliche Förderungen mit den Projektzielen vereinbar seien.
Die ersten dieser selbstverwalteten Projekte entstanden in den frühen 1960er Jahren, als alternative Wirtschaftsform breiteten sie sich aber erst im Kontext der Studentenbewegung der 1960er Jahre aus und wurden mit den Neuen Sozialen Bewegungen der 1970er Jahre zu einer eigenen Bewegung. Die größte Verbreitung entfalteten selbstverwaltete Betriebe in den 1980er Jahren. Regionale Schwerpunkte waren zunächst Frankfurt am Main und Berlin, die auch die Zentren der Studentenbewegung waren. Unter anderem aufgrund unterschiedlich verwendeter Begrifflichkeiten gingen Schätzungen über die Zahl der  „alternativen“ oder „selbstverwalteten Betriebe“ und der Mitarbeiter weit auseinander. Sie reichten Mitte der 1980er Jahre von 3.000 bis 12.000 Betrieben mit 2.500 bis 100.000 Mitarbeitern in der Bundesrepublik.
Der sichtbare Auftakt zu einer selbstbewussten Thematisierung selbstverwalteter Projekte war der Tunix-Kongress vom 27. bis 29. Januar 1978 in der West-Berliner TU Berlin, auf dem unter anderem die tageszeitung aus der Taufe gehoben wurde, die einer der bekanntesten selbstverwalteten Betriebe wurde. Das Berliner Stadtmagazin zitty oder der Pflasterstrand waren weitere bekannte Beispiele im selbstverwalteter Betriebe im Medienbereich. Schnell entstanden Infrastrukturen wie das Netzwerk Selbsthilfe, die Zeitschrift Contraste oder die Ökobank.
Politische Motive spielten bei der Gründung der meisten selbstverwalteten Betriebe eine zentrale Rolle, Arbeitslosigkeit war dagegen zweitrangig.

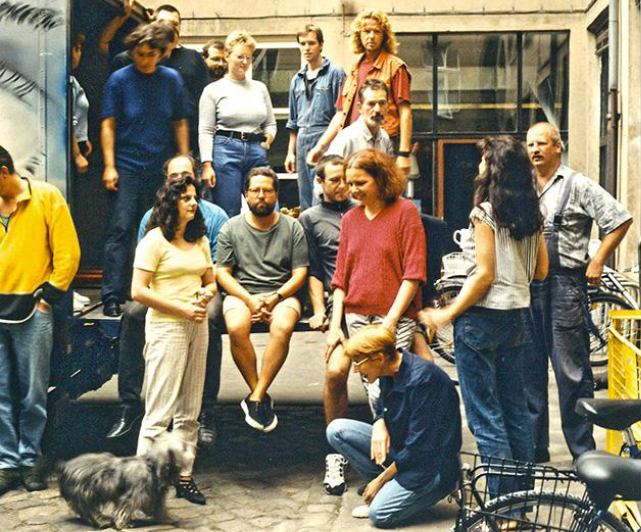
Das Kollektiv von Oktoberdruck in den 1990er Jahren

Im Laufe der 1990er Jahre setzte sich ein wachsender Realismus in den selbstverwalteten Betrieben durch, die zunehmend marktorientiert agierten. Während die Form der Betriebsorganisation an Bedeutung verlor, rückte die ökologische Ausrichtung der Produkte immer stärker in den Vordergrund.
Ein bis heute nach Prinzipien der Selbstverwaltung organisierter Betrieb ist die Berliner Firma Oktoberdruck.

### Selbstverwaltung im Nonprofit-Bereich
Neben den erwerbswirtschaftlich orientierten Betrieben gibt es zahlreiche gemeinwohlorientierte, vom Staat unabhängige selbstverwaltete Einrichtungen, die dem Nonprofit-Bereich (dem sogenannten Dritten Sektor) zuzuordnen sind. Dazu zählen selbstverwaltete Kulturzentren, Frauenzentren und Frauenhäuser oder psychosoziale Zentren. In der autonomen Szene gibt es die Autonomen Zentren und Autonomen Jugendzentren. Im weitesten Sinne zählen auch Einrichtungen der Selbsthilfe wie Wohnprojekte und Wohngemeinschaften zu den selbstverwalteten Formen der Alternativbewegung.

### Allgemein
- Theodoros Karyotis: Arbeiter*innen-geleitete [sic!] Selbstverwaltung. In: Ashish Kothari et al. (Hrsg.): Pluriversum. Ein Lexikon des guten Lebens für alle. AG SPAK Bücher, Neu-Ulm 2023, ISBN 978-3-945959671.
- Michael Albert: Parecon. Leben nach dem Kapitalismus. Trotzdem Verlag, Frankfurt 2006.
- Dario Azzellini und Immanuel Ness (Hrsg.): Die endlich entdeckte politische Form – Fabrikräte und Selbstverwaltung von der Russischen Revolution bis heute. Neuer ISP-Verlag, Köln 2012. ISBN 978-3-89900-138-9.
- Theodor Bergmann: Arbeiterselbstverwaltung, in: Historisch-kritisches Wörterbuch des Marxismus, Bd. 1, Argument-Verlag, Hamburg, 1994, Sp. 486–489.
- Murray Bookchin, Luciano Lanza u. a., hrsg. von Wolfgang Haug: Selbstverwaltung. Die Basis einer befreiten Gesellschaft, Trotzdem Verlag, Reutlingen 1979.
- Takis Fotopoulos: Umfassende Demokratie. Die Antwort auf die Krise der Wachstums- und Marktwirtschaft. Trotzdem Verlag, Grafenau 2003. ISBN 3-931786-23-4.
- Politikon Bd. 1: Klassenkämpfe, Selbstverwaltung & Räte. Europa Verlag Association, Hamburg 1974.
- Ernest Mandel (Hrsg.): Arbeiterkontrolle, Arbeiterräte, Arbeiterselbstverwaltung, Europäische Verlagsanstalt, Frankfurt am Main 1971.

### Arbeiterselbstverwaltung
- Arbeiterselbstverwaltung – Räte – Syndikalismus. 2. Auflage. Karin Kramer Verlag, Berlin (W.) 1973.
- Kamil Majchrzak und Sarah Graber Majchrzak: Arbeiterselbstverwaltung und Betriebsdemokratie in der Volksrepublik Polen – Ansprüche und Widersprüche, in: Axel Weipert (Hg.): Demokratisierung von Wirtschaft und Staat – Studien zum Verhältnis von Ökonomie, Staat und Demokratie vom 19. Jahrhundert bis heute, NoRa Verlag, Berlin 2014, ISBN 978-3-86557-331-5, S. 141–169.

#### Katalonien (Spanien)
- Juan Gamero: "Vivir la utopia. (Die Utopie leben!) Film", 96 Min., Arte-TVE Catalunya, 1997.
- Gaston Leval: "Das libertäre Spanien. Das konstruktive Werk der Spanischen Revolution (1936-1939)". Verlag Association, Hamburg 1976.
- Erich Gerlach: Räte in der Spanischen Revolution, in: Politikon Bd. 1: Klassenkämpfe, Selbstverwaltung & Räte in Europa. Verlag Association, Hamburg 1974 (eine Variante des Artikels findet sich online auf der Seite workerscontrol.net).

#### Jugoslawien
siehe Artikel Arbeiterselbstverwaltung

#### Argentinien
- Viviana Uriona: Fabrikbesetzung in Argentinien. Zwischen Überlebensstrategie und Ideologie; in: CONTRASTE 259, 23. Jahrgang, April 2006, S. 11.
- Anne Becker: Besetzen, produzieren, verteidigen! Interview mit Guillermo Robledo, Geschäftsführer der besetzten Aluminiumfabrik IMPA, in: Lateinamerika Nachrichten Nummer 367 – Januar 2005
- Zbriger, Brian: WORKERS' CONTROL AND SOCIAL ECONOMY IN ARGENTINA'S RECUPERATED ENTERPRISE MOVEMENT, UNIVERSITY OF MASSACHUSETTS LOWELL 2007 – Masterarbeit zum Thema der empresas recuperadas in Argentinien (PDF)

### Selbstverwaltung in der Alternativbewegung
- Burghard Flieger: Gemeinsam mehr erreichen. Kooperation und Vernetzung alternativökonomischer Betriebe und Projekte. Verein zur Förderung der sozialpolitischen Arbeit e. V., 1995, ISBN 3923126921.
- Michael W. Bader: Jenseits von Kapitalismus und Kommunismus. Theorie und Praxis des Wirtschaftsmodells der Achberger Schule. Berliner Wissenschafts-Verlag, Berlin 2016, ISBN 978-3-8305-3682-6.

- CONTRASTE – Monatsheft für Selbstverwaltung
- Contraste (Hrsg.): Bunte Seiten 2002/2003, Heidelberg 2002, ISBN 3-924085-06-4 (300 Seiten A 4)